# Kundratický potok (přítok Úhlavky)
Kundratický potok je menší vodní tok v Podčeskoleské pahorkatině, pravostranný přítok Úhlavky v okrese Tachov v Plzeňském kraji. Délka toku měří 3 km, plocha povodí činí 5,47 km².

## Průběh toku
Potok pramení jižně od Kundratic, části města Přimda, v nadmořské výšce 537 metrů. Potok zprvu teče východním směrem, zprava přijímá bezejmenný tok a stáčí se k severovýchodu. V Souměři, části městyse Stráž, se Kundratický potok zprava vlévá do Úhlavky v nadmořské výšce 462 metrů.